# Mussurana bicolor
Espèce
Synonymes
- Oxyrhopus bicolor Peracca, 1904
- Clelia bicolor (Peracca, 1904)

Statut de conservation UICN

 LC  : Préoccupation mineure
Mussurana bicolor  est une espèce de serpents de la famille des Dipsadidae.

## Répartition
Cette espèce se rencontre :
- en Argentine, dans les provinces de Misiones, de Corrientes, de Santa Fe, du Chaco, de Tucumán, de Formosa, de Jujuy et de Salta ;
- au Brésil, dans les États du Mato Grosso do Sul et du Mato Grosso ;
- au Paraguay ;
- au Pérou.

## Description
L'holotype de Mussurana bicolor, un mâle adulte, mesure 66 cm dont 15 cm pour la queue. Son dos et le dessus de sa tête sont brun violacé. Sa face ventrale est brun jaunâtre. Il n'y a pas de démarcation nette entre ces deux teintes qui se mélangent graduellement au niveau des flancs.

## Étymologie
Son nom d'espèce, du latin bicolor, « à deux couleurs », lui a été donné en référence à sa livrée.

## Publication originale
- Peracca, 1904 : Nouvelles espèces d’Ophidiens d’Asie et d’Amerique, faisant partie de la collection du Museum d’histoire naturelle de Genève. Revue Suisse de Zoologie, vol. 12, p. 663-668 (texte intégral).